# Chủ nghĩa sáo biểu

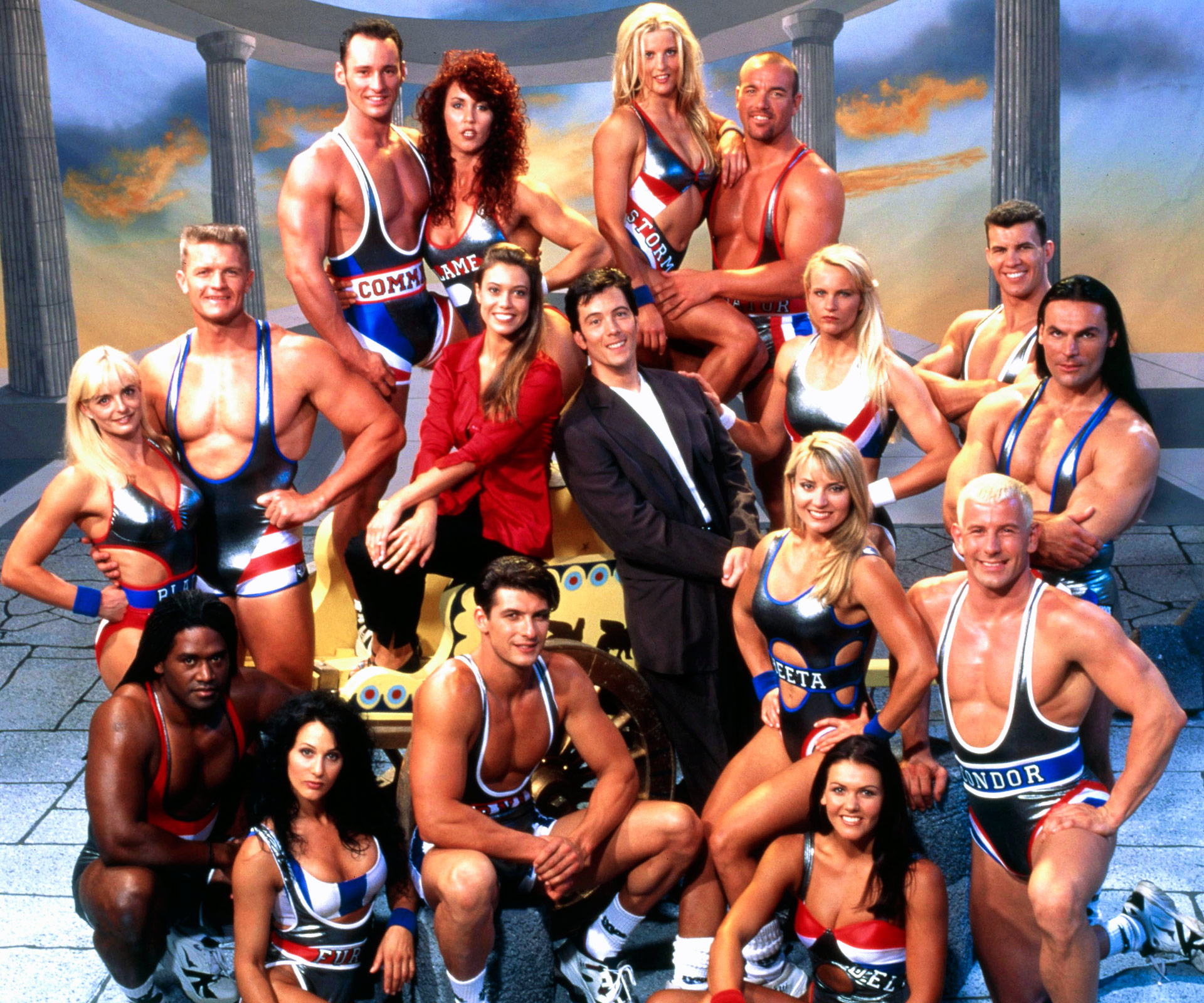
Một ví dụ về chủ nghĩa sáo biểu nhằm vào yếu tố chủng tộc. Để ý rằng chỉ có một người da màu trong ảnh.

Chủ nghĩa sáo biểu là thuật ngữ dùng để mô tả hành động đưa một người thuộc một nhóm thiểu số vào phim ảnh, truyện hoặc các nội dung khác với mục đích duy nhất là tạo ấn tượng rằng nhóm thiểu số đó được đại diện. Điều này thường chỉ được thực hiện nhằm tránh tranh cãi, mà hầu như không trao cho những nhân vật này một vai trò nào khác ngoài việc đại diện cho nhóm thiểu số.
Một "nhân vật sáo biểu" thường là phụ nữ, người da đen, người khuyết tật, có tạng người bất thường, theo tôn giáo hoặc có quan điểm chính trị thiểu số. Các nhân vật này thường bị khắc hoạ qua lăng kính định kiến do nhóm đa số áp đặt nên.